# 양시쯔
양시쯔(중국어 간체자: 杨肸子, 정체자: 楊肸子, 병음: Yáng Xīzǐ, 한자음: 양힐자, 2000년 3월 18일 ~ )는 중국의 가수 겸 배우이다.

## 학력
- 베이징 영화 학원 (졸업)

## 출연작

### 드라마
- 2017년 후난위성텔레비전 금응독파극장 《아문적소년시대》- 탕티 역
- 2018년 후난위성텔레비전 금응독파극장 《플라이 마이 라이프》- 리커만 역
- 2020년 유쿠 웹드라마 《유리미인살》- 소은화 역
- 2021년 텐센트 웹드라마 《운정천궁》- 쿤나 역
- 2021년 후난위성텔레비전 금응독파극장 《여군가》- 류미사 역